# Celastrus pringlei
Celastrus pringlei är en benvedsväxtart som beskrevs av Rose. Celastrus pringlei ingår i släktet Celastrus och familjen Celastraceae. Inga underarter finns listade.